# Sun-Yat-sen-Nationaluniversität

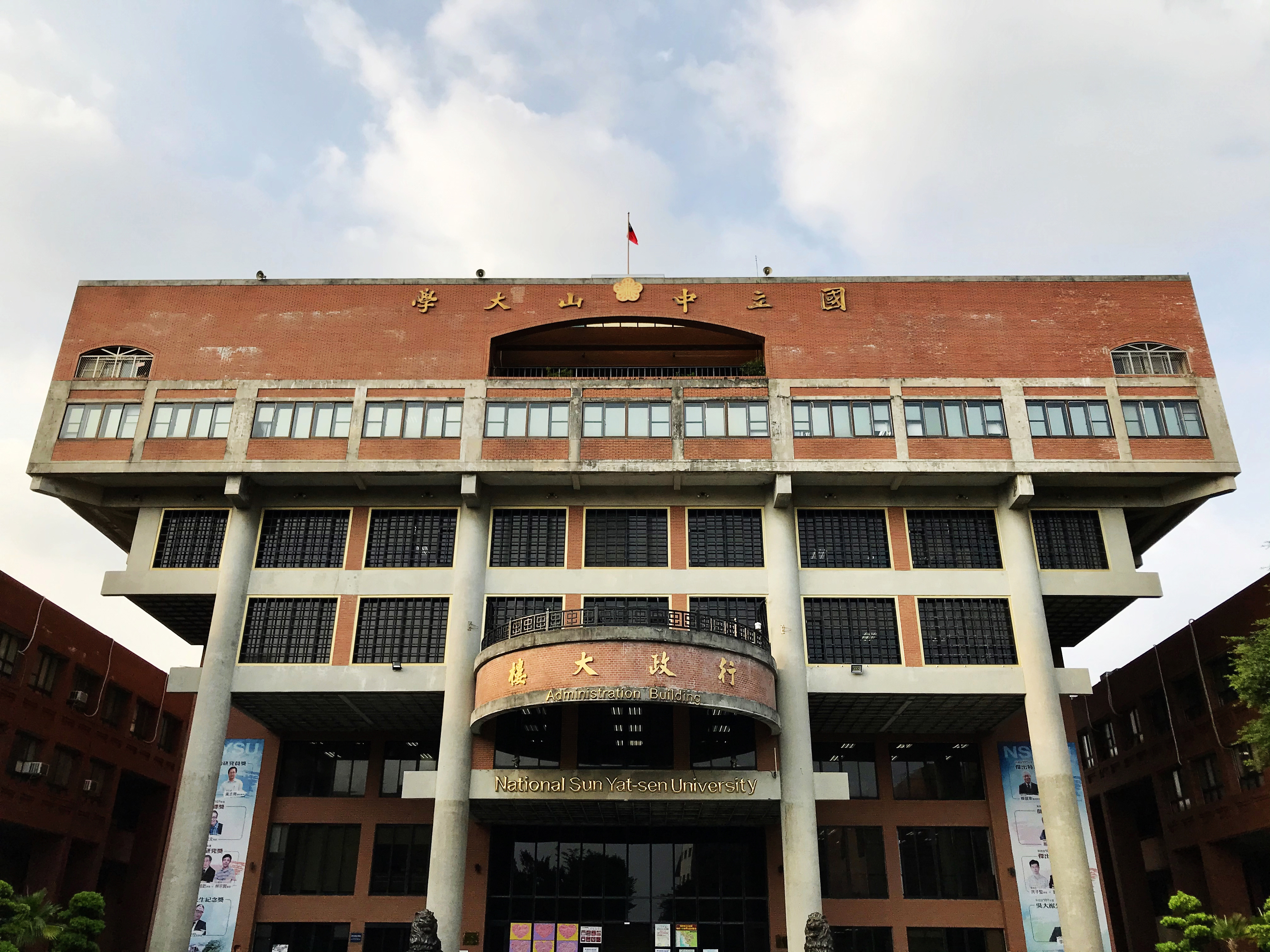
Das Verwaltungsgebäude der Universität

Die Sun-Yat-sen-Nationaluniversität (NSYSU; chinesisch 國立中山大學, Pinyin Guólì Zhōngshān Dàxué, kurz ZhōngshānDà) ist eine staatliche Universität in Kaohsiung in der Republik China (Taiwan).
Die Gründung erfolgte 1980; die Universität betrachtet sich als Nachfolgerin der 1924 durch den Revolutionsführer und Präsidenten der Republik China Sun Yat-sen gegründeten Sun-Yat-sen-Universität in der südchinesischen Provinz Guangdong. Die Universität gliedert sich in sechs Colleges, hat gut 9000 Studenten und eine Forschungsstation auf den Dongsha-Inseln.

## Campus
Die Universität befindet sich im Stadtbezirk Gushan nördlich der Einfahrt in den Hafen Kaohsiung und eine Militärbasis. Ihr Campus ist zu allen Seiten vom Meer und von Hügeln umgeben und grenzt an den Strand von Xiziwan, das macht es zu einer natürlichen Festung.

## Galerie

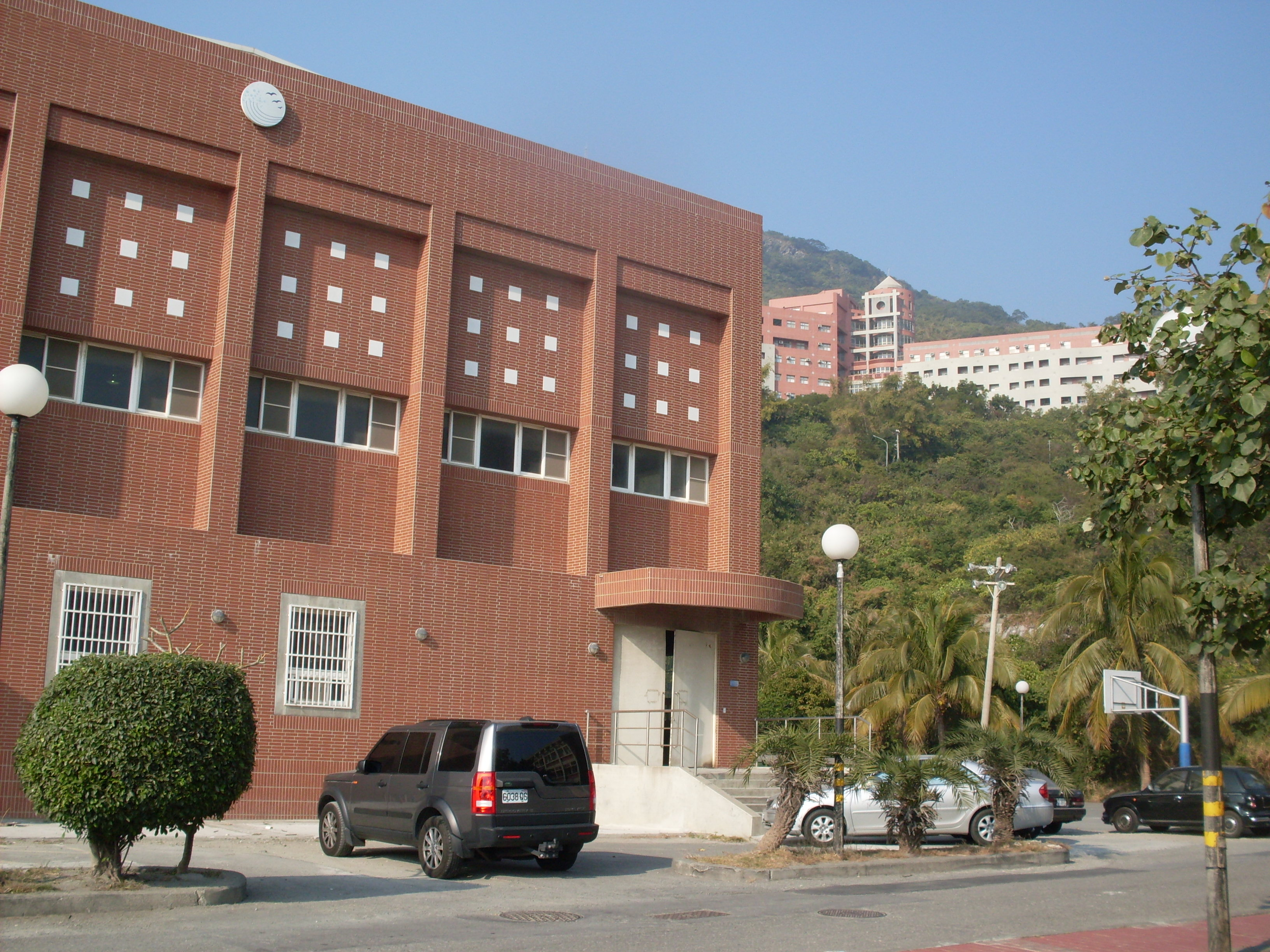
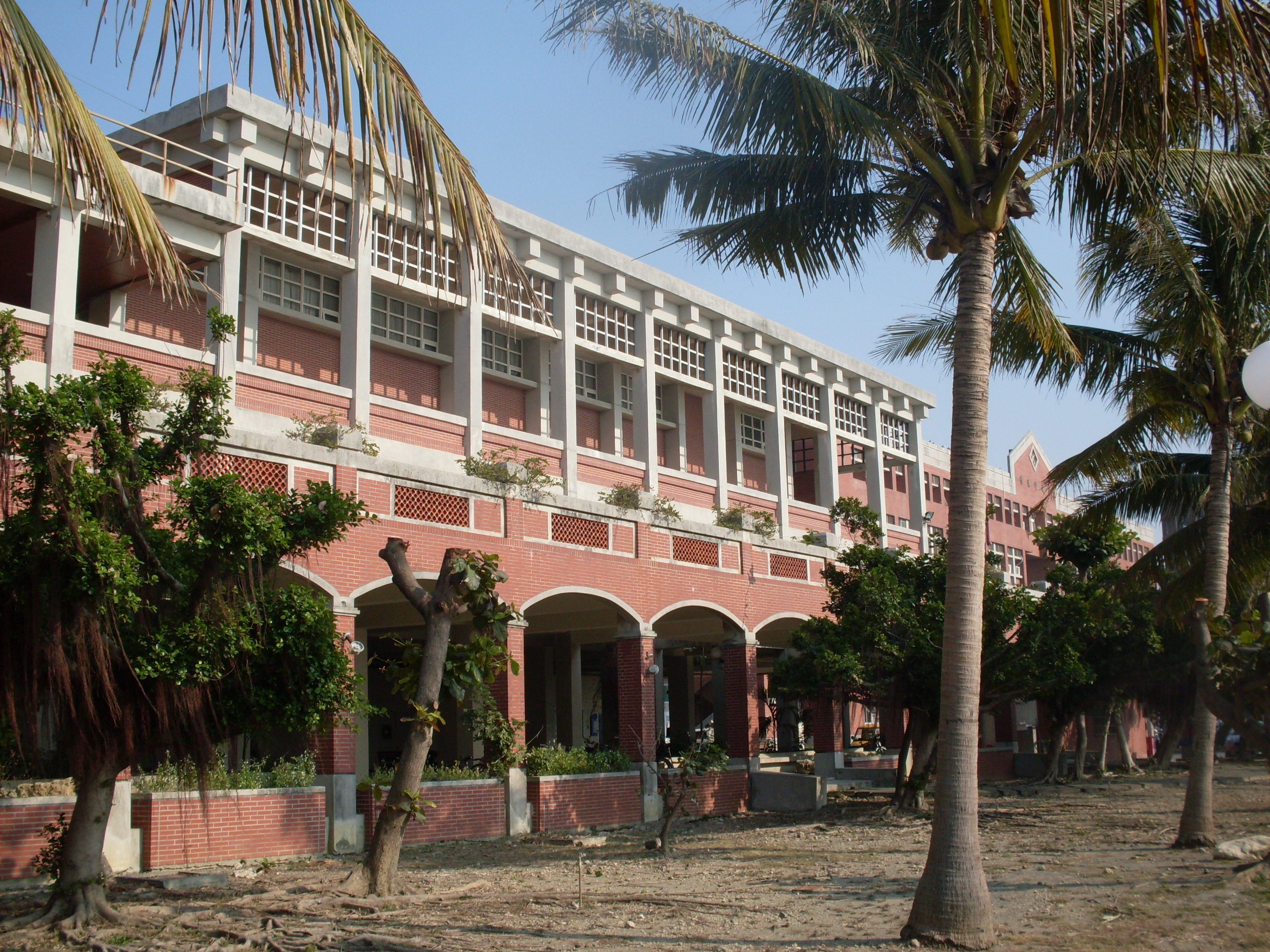
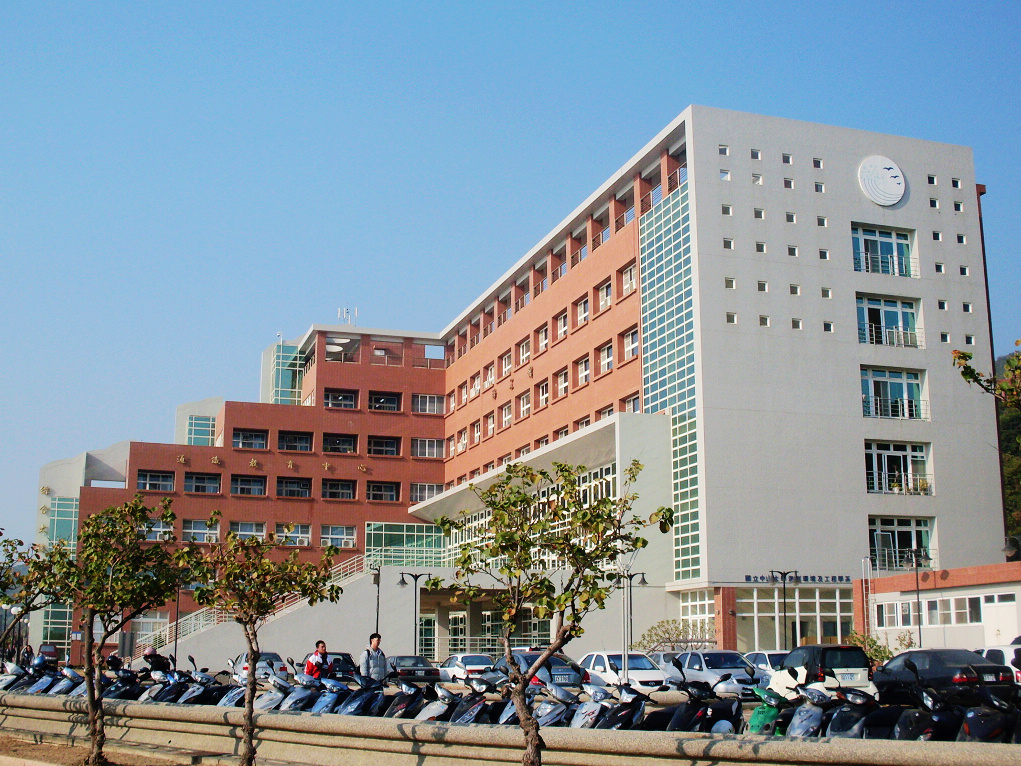
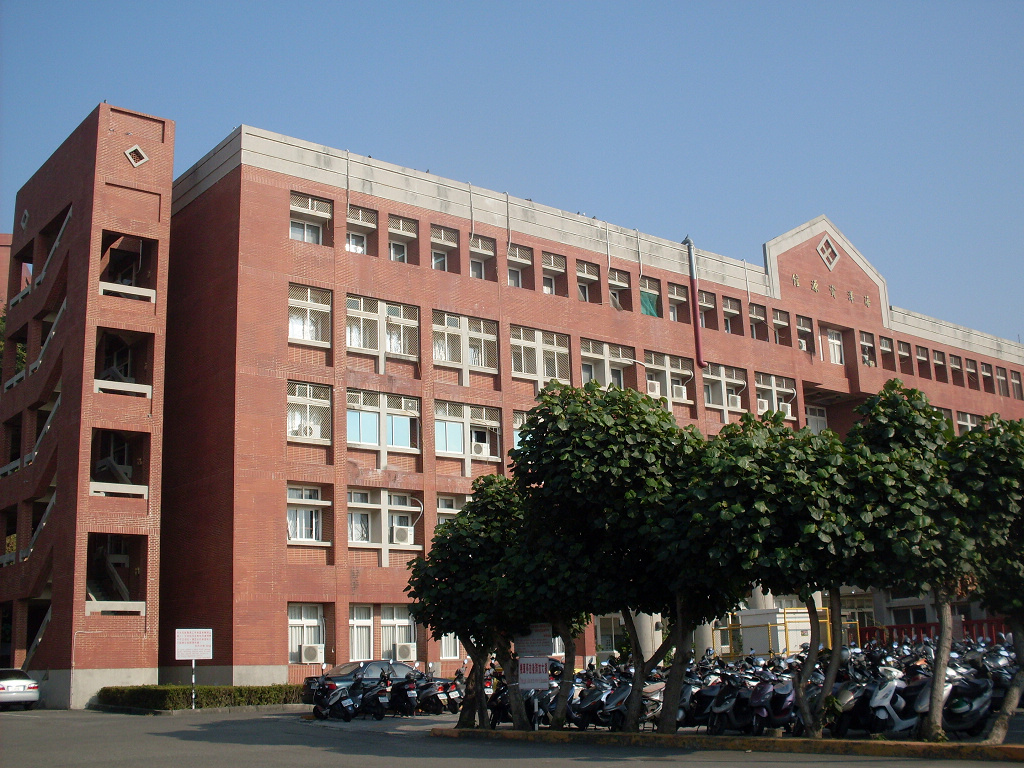
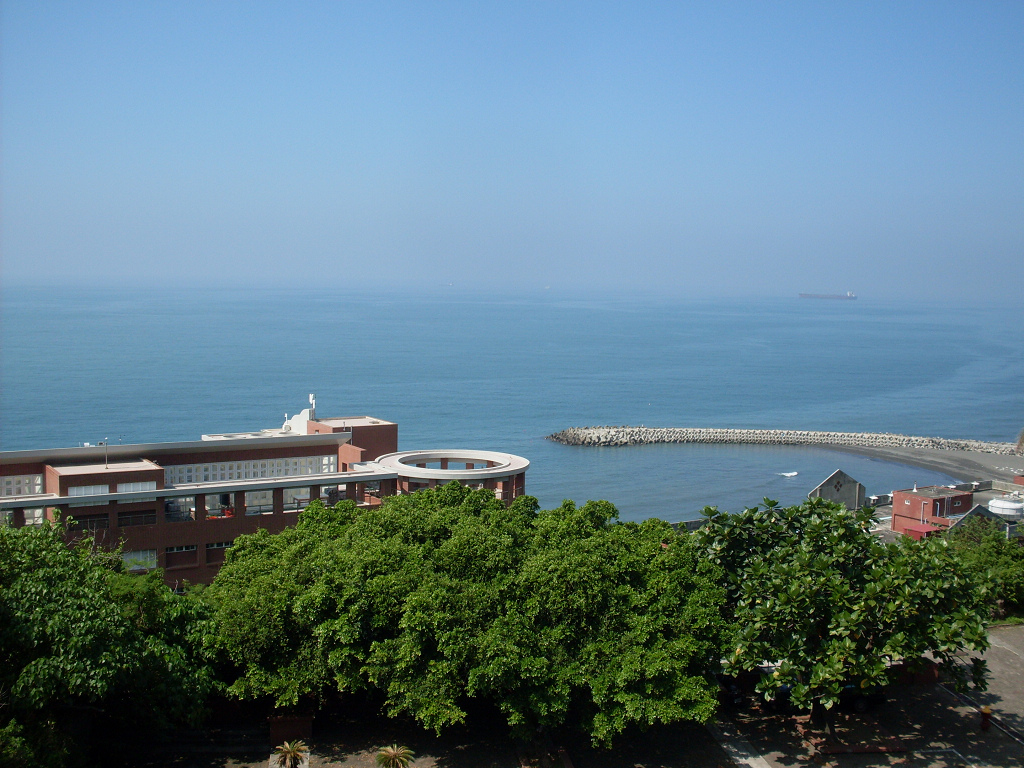

## Colleges
- College für Geisteswissenschaften
- College für Wissenschaft
- College für Maschinenbau
- College für Management (AACSB)
- College für Meereswissenschaften
- College für Sozialwissenschaften